# Rudolf IV Założyciel
Rudolf IV Założyciel (ur. 1 listopada 1339 w Wiedniu, zm. 27 lipca 1365 w Mediolanie) – książę Austrii w latach 1358–1365, z dynastii Habsburgów.

## Pochodzenie i małżeństwo
Rudolf IV Założyciel był synem Albrechta II Kulawego i jego żony Johanny von Pfirt. W 1349 r. przyjął hołd stanów austriackich. W 1344 r. został zaręczony z Katarzyną – córką margrabiego morawskiego, późniejszego cesarza Karola IV, i Blanki de Valois. Ślub odbył się w Pradze na Wielkanoc 1353 r.

## Rywalizacja z Karolem IV
Rudolf zdobywał doświadczenie u boku Karola IV. W 1358 r. został wójtem Alzacji. Rok później po śmierci ojca objął władzę w Austrii. Wkrótce zaczął naśladować Karola IV i starać się o nowe godności. Jeszcze w 1358 r. mianował się samowolnie wikariuszem Rzeszy w Szwabii i Alzacji oraz zwrócił się do teścia o mianowanie go królem lombardzkim. Zimą 1358/1359 kazał sporządzić serię falsyfikatów, w których różni królowie i cesarze nadawali książętom austriackim wiele przywilejów. Wśród wystawców byli także Juliusz Cezar i Neron, co wywołało kpiny Petrarki. Najsławniejszym fałszerstwem było tzw. Privilegium Maius, które powstało po dopisaniu treści do autentycznego Privilegium minus, które wydał w 1156 r. Fryderyk Barbarossa podnosząc Austrię do rangi księstwa. Celem fałszerstw było uzyskanie przez Rudolfa dla swoich ziem rangi równej elektoratom. Szczególna uwaga była skierowana na uzyskanie insygniów równych królewskim. Cesarz Karol IV nie uznał tych dokumentów, co prowadziło do rozdźwięków. W 1359 r. Rudolf uzurpował sobie różne tytuły: arcyksiążę Palatynatu, najwyższy łowczy, książę szwabski i alzacki. Zaczął publicznie pokazywać się z podobną do królewskiej koroną arcyksiążęcą, berłem i jabłkiem. Wówczas cesarz musiał już zareagować. W 1360 r. odebrał mu wójtostwo alzackie i publicznie zażądał rezygnacji z nienależnych tytułów i królewskich insygniów. Rudolf zrobił to jednak dopiero w 1361 r. Karol IV nie nalegał jedynie na rezygnację z tytułu arcyksięcia. Odrzucił natomiast wszelkie starania o zaliczenie w poczet elektorów.
Rudolf nie zrezygnował z rywalizacji z Karolem IV. W 1359 r. rozpoczął przebudowę kościoła parafialnego św. Szczepana w Wiedniu na kościół reprezentacyjny podobny do katedry. W 1359 r. świątynia stała się kolegiatą. Nie udało mu się stworzyć biskupstwa. Z budową kościoła jest związana geneza przydomka władcy. Obok biskupiego portalu kościoła znajduje się łaciński napis Fundator, który dotyczy świątyni i kapituły, a w XVIII w. mylnie uznano go za przydomek Rudolfa. Najbardziej ambitnym poczynaniem Rudolfa było założenie uniwersytetu. W tej sprawie książę zwrócił się do kurii rzymskiej w 1364 r. Dokument fundacyjny jest datowany 12 marca 1365 r. Wcześniej żaden książę nie założył uniwersytetu, gdyż uważano, że prawo to należy tylko do królów.

## Sukcesy polityczne
Zabiegi Rudolfa o urzędy w Rzeszy nie przyniosły rezultatu. Udało mu się natomiast w 1363 r. po śmierci Meinharda III przyłączyć Tyrol. Rok później Karol IV nadał mu tę ziemię w lenno. Przy tej okazji doszło do załagodzenia sporu z cesarzem i zawarcia habsbursko-luksemburskiej umowy o dziedziczeniu. W 1361 r. podpisał taką umowę z Węgrami. W 1364 roku podniósł dotychczasową marchię Krainy do rangi księstwa Krainy. W 1364 r. zawarł ze swoimi braćmi umowę rodową, która gwarantowała niepodzielność ich ziemi i wspólną władzę wszystkich braci oraz nadrzędną pozycję najstarszemu. W ten sposób ukształtował się tzw. dom austriacki określający obszar terytorialny i prawa przysługujące na nim rodowi habsburskiemu.